# Kaaddoo
Kaaddoo est une petite île inhabitée des Maldives.  

## Géographie
Kaaddoo est située dans le centre des Maldives, au Sud-Est de l'atoll Kolhumadulu, dans la subdivision de Thaa. 